# Acoustic Hearts of Winter
Albums de Aly & AJ
Into the Rush
(2005) Insomniatic
(2007)
Acoustic Hearts of Winter est un album de Noël de Aly & AJ. Il a été réalisé durant l'été 2006 et s'est vendu à environ 800 000 exemplaires à travers le monde[réf. souhaitée]. 
Il est sorti le 26 septembre 2006.

## Liste des chansons
1. Greatest Time of Year
2. Joy to the World
3. We Three Kings
4. The First Noel
5. God Rest Ye Merry Gentlemen
6. Silent Night
7. I'll Be Home for Christmas
8. Let It Snow
9. Deck the Halls
10. Little Drummer Boy
11. Not This Year